# Coffea homollei
Coffea homollei är en måreväxtart som beskrevs av J.-f.Leroy. Coffea homollei ingår i släktet Coffea och familjen måreväxter. Inga underarter finns listade i Catalogue of Life.